# Pax Lodge
Pax Lodge è il centro mondiale dell'Associazione mondiale guide ed esploratrici (WAGGGS), in località Hampstead, Regno Unito. Il centro fu inaugurato il 15 marzo 1991, preceduta dalla Olave House (1959-1988), una struttura che deve il suo nome da Olave Baden-Powell (World Chief Guide e moglie di Robert Baden-Powell, fondatore del movimento scout) che a sua volta fu preceduta da Our Ark (1939-1959).
Il nuovo centro fu chiamato "Pax Lodge" in onore dei Baden-Powell. La parola "pax" infatti era presente sia nella propria abitazione in Inghilterra che in quella di Paxtu, in Kenya. Il nome simboleggia anche l'importanza del valore della pace per l'intero guidismo. 
La prima pietra fu posta in una cerimonia tenutasi il 1988 da Betty Clay, figlia della coppia Baden-Powell. Anche le porte usate nell'edificio sono state donate da membri della famiglia Baden-Powell, a simboleggiare che le porte del guidismo sono aperte a tutte le ragazze e donne del mondo.
Il 15 marzo 1991, la principessa Benedetta di Danimarca inaugurò ufficialmente il centro. Sin dalla sua apertura, Pax Lodge ha accolto centinaia di migliaia di ospiti, inclusi visitatori giornalieri provenienti da più di 65 Stati. Il centro è divenuto un punto di ritrovo per ragazze e giovani donne in cerca di fratellanza internazionale, educativa WAAGS e un alloggio caldo. 
Pax Lodge fa parte dell'Olave Centre. L'Olave Centre è composto sia dalla Pax Lodge che dal WAGGGS World Bureau.
Pax Lodge è usata come alloggio per tutte le guide ed esploratrici che si trovano in Regno Unito per sessioni educative, eventi internazionali e altre attività. Fa parte dei Centri Mondiali Scout.